# Англо-занзибарски рат
Англо-занзибарски рат водио се између Уједињеног Краљевства и Султаната Занзибар 27. августа 1896. Трајао је између 38 и 45 минута и најкраћи је рат у досадашњој писаној историји.
Рат је избио након што је султан Хамад ибн Туваини, који је сарађивао са британским колонијалним властима, умро 25. августа 1896. године, а његов нећак Халид ибн Баргаш преузео власт државним ударом. Британци су на том положају желели Хамуда ибн Мухамеда, јер су веровали да ће са њим лакше сарађивати, па су зато Баргашу доставили ултиматум о абдикацији. На то је он окупио војску од око 2.800 људи и узео султанову наоружану јахту усидрену у луци. Док су његови људи постављали одбрану око палате, Британци су у луци покренули пет ратних бродова, а на копно су послали одреде маринаца који је требало да пруже подршку лојалистичкој занзибарској војсци од 900 људи.
Иако је султан у последњим тренуцима покушао да преговара о миру преко америчких представника на острву, након истека ултиматума, у девет сати ујутро, Британци су из бојних бродова отворили ватру према султановој палати. Султанова јахта је потопљена, а палата је почела да се урушава изазивајући тако и људске жртве. Баргаш је побегао у немачки конзулат где је добио азил. Паљба је престала након 45 минута.
Британци су захтевали изручивање султана, али он је 2. октобра побегао са острва. Живео је у Дар ес Саламу (Танзанија) док није ухваћен 1916. Касније је ослобођен и дозвољено му је да живи у Момбаси где је умро 1927. године.
Рат је имао око 100 жртава са лојалистичке стране и око 500 са противничке. Победници, Британци,  су од занзибарске владе тражили репарације како би покрили трошкове бомбардовања земље.